# Christa Degučiová
Christa Michelle (Krista Mišel) Degučiová (* 29. října 1995 Šiodžiri) je japonská zápasnice – judistka, která od podzimu 2017 reprezentuje Kanadu.

## Sportovní kariéra
S judem začínala ve třech letech v rodném Šiodžiri v místním dódžó. Po skončení střední internátní školy Macušó gakuen v Macumoto v roce 2014 se připravuje na univerzitě Jamanaši gakuin v Kófu pod vedením Nobutoši Jamabeho a jeho asistentů. Je zaměstnankyní pojišťovny Nissay, která financuje její sportovní kariéru. V roce 2017 s vyhlídkou reálné možnosti startovat na domácích olympijských hrách v Tokiu v roce 2020 využila kanadský původ svého otce k získání kanadského občanství. V létě téhož roku obdržela kanadský pas. Na reprezentační srazy jezdí do Montréalu.

### Vítězství na turnajích
- 2013 – 1x světový pohár (Čedžu)
- 2018 – 4x světový pohár (Lisabon, Paříž, Chöch chot, Záhřeb)

## Výsledky
| Olympijské hry          |    |    |   | — |   |    |  |  |  |  |  |  |  |  |  |  |  |  |  |  |  |  |  |  |  |
| Mistrovství světa       | —  | —  | — |   | — | 3. |  |  |  |  |  |  |  |  |  |  |  |  |  |  |  |  |  |  |  |
| Asijské hry             |    | —  |   |   |   |    |  |  |  |  |  |  |  |  |  |  |  |  |  |  |  |  |  |  |  |
| Mistrovství Asie        | —  |    | — | — | — |    |  |  |  |  |  |  |  |  |  |  |  |  |  |  |  |  |  |  |  |
| Panamerické hry         |    |    |   |   |   |    |  |  |  |  |  |  |  |  |  |  |  |  |  |  |  |  |  |  |  |
| Panamerické mistrovství |    |    |   |   |   | 1. |  |  |  |  |  |  |  |  |  |  |  |  |  |  |  |  |  |  |  |
| MS juniorů              | 3. | 2. | — |   |   |    |  |  |  |  |  |  |  |  |  |  |  |  |  |  |  |  |  |  |  |